# Phase II (album)
Phase II è il secondo album in studio del cantante statunitense Prince Royce, pubblicato nel 2012.

## Tracce
1. Prelude (featuring La Bruja) – 1:25 (Caridad De La Luz)
2. Incondicional – 3:27 (Daniel Santacruz, Geoffrey Rojas, Sergio George)
3. Las Cosas Pequeñas – 3:35 (George, Rojas)
4. Addicted – 3:55 (Erik Nelson, Nasri Atweh, Jessica Castellanos, Emile Ghantous)
5. Eres Tú – 3:12 (Rojas, Jorge Luis Chacin, Guianko Gomez)
6. Memorias – 3:33 (Rojas, George)
7. Hecha Para Mí – 3:37 (Gomez, Rojas)
8. Close to You – 4:11 (George, Rojas, Gomez, Atweh)
9. Dulce (Bachata Version) – 4:04 (George, Rojas)
10. Mi Habitación – 4:11 (George, Rojas, Jose Duran)
11. It's My Time – 3:55 (Gomez, Dakari, Rojas)
12. Te Me Vas – 3:18 (Guainko Webster Batista Fernandez de Gomez, Efrain Davila, Rojas)
13. Dulce (Acoustic Version) (featuring Arthur Hanlon) – 3:47 (George, Rojas)

Tracce Bonus
1. Las Cosas Pequeñas (Acoustic Version) – 3:40 (George, Rojas)